# Каневцев, Даниил Дмитриевич
Дании́л Дми́триевич Кане́вцев (укр. Данило Дмитрович Каневцев; 26 июля 1996, Харьков) — украинский футболист, вратарь клуба «Буковина».

## Биография

### Клубная карьера
Воспитанник Академии харьковского «Металлиста». С 2009 по 2012 год провёл 59 матчей в чемпионате ДЮФЛ.
1 августа 2012 года дебютировал за юношескую команду (до 19 лет) харьковчан в игре против запорожского «Металлурга», а за молодёжную команду (до 21 года) впервые сыграл 5 апреля 2013 года в поединке с луцкой «Волынью», заменив при счёте 0:3 Артура Денчука.
6 марта 2016 года впервые сыграл в Премьер-лиге выйдя в домашней игре с «Волынью» в стартовом составе. В том матче у харьковчан было три дебютанта. Кроме Каневцева на поле выходили Максим Третьяков, отметившийся голевой передачей, и полузащитник Андрей Ралюченко. В дебютной игре 19-летний вратарь отстоял «насухо».
Сезон 2016/17 провёл в одесском «Черноморце», сыграв 8 игр в высшем дивизионе. Летом 2017 года подписал контракт с харьковским клубом «Металлист 1925». 
В январе 2018 года перешел в полтавскую «Ворсклу», впрочем, за основную команду так и не дебютировал. В результате этого летом на правах арендного соглашения Даниил вернулся обратно в «Металлист 1925». Перед стартом сезона 2019/20 вернулся в «Ворсклу», за которую в этот раз уже дебютировал в матче украинской Премьер-лиги. Однако все равно большинство матчей проводил в составе молодежной команды клуба.
Перед началом сезона 2020/21 присоединился к харьковскому «Металлу», который заявился на розыгрыш Второй лиги Украины — вместе с командой завоевал чемпионство данного турнира. В следующем сезоне выступал в роли основного голкипера в национальном кубке, где его команда шаг за шагом успешно проходила в следующие раунды, выбивая из турнира клубы УПЛ.
После начала полномасштабного российского вторжения в Украину, в апреле 2022 года перешёл в клуб чемпионата Грузии «Дила» (Гори). В составе которого выступал в течение сезона и провел 30 официальных матчей во всех турнирах. За этот период впервые в карьере дебютировал в еврокубковых соревнованиях (Лига конференций УЕФА 2022/2023), а также вместе с командой выиграл бронзовые награды чемпионата страны.
В феврале 2024 года подписал контракт с перволиговым футбольным клубом «Буковина».

### Карьера в сборной
В 2017—2018 годах провел 5 матчей за молодежную сборную Украины, два из них в неудачном отборе на молодежное Евро-2019 года. Также в 2013 году сыграл 1 поединок за юношескую сборную Украины до 17 лет.

## Достижения
«Дила»
- Бронзовый призёр чемпионата Грузии: 2022

«Металл»
- Победитель Второй лиги Украины: 2020/21

## Статистика
| Клуб           | Лига          | Сезон   | Чемпионат | Чемпионат | Кубок | Кубок | Еврокубки | Еврокубки | Дубль | Дубль |
| Клуб           | Лига          | Сезон   | Игры      | Голы      | Игры  | Голы  | Игры      | Голы      | Игры  | Голы  |
| -------------- | ------------- | ------- | --------- | --------- | ----- | ----- | --------- | --------- | ----- | ----- |
| Металлист      | Премьер-лига  | 2012/13 |           |           |       |       | —         | —         | 1     | 0     |
| Металлист      | Премьер-лига  | 2013/14 |           |           |       |       | —         | —         | 5     | −9    |
| Металлист      | Премьер-лига  | 2014/15 |           |           |       |       | —         | —         | 11    | −13   |
| Металлист      | Премьер-лига  | 2015/16 | 2         | −3        |       |       | —         | —         | 13    | −14   |
| Черноморец     | Премьер-лига  | 2016/17 | 8         | −8        |       |       | —         | —         | 12    | −10   |
| Металлист 1925 | Вторая лига   | 2017/18 | 9         | −4        |       |       | —         | —         |       |       |
| Ворскла        | Премьер-лига  | 2017/18 |           |           |       |       | —         | —         | 11    | −17   |
| Ворскла        | Премьер-лига  | 2018/19 |           |           |       |       | —         | —         | 2     | −2    |
| Металлист 1925 | Первая лига   | 2018/19 | 20        | −13       | 1     | 0     | —         | —         |       |       |
| Ворскла        | Премьер-лига  | 2019/20 | 1         | −1        |       |       | —         | —         | 12    | −14   |
| Металл         | Вторая лига   | 2020/21 | 12        | −3        | 1     | −3    | —         | —         |       |       |
| Металл         | Первая лига   | 2021/22 | 3         | −2        | 3     | −1    | —         | —         |       |       |
| Дила           | Эровнули лига | 2022    | 26        | −27       | 2     | −2    | 2         | −2        |       |       |
| Буковина       | Первая лига   | 2023/24 | 1         | 0         |       |       | —         | —         |       |       |
| Буковина       | Первая лига   | 2024/25 | 13        | −10       | 5     | −6    | —         | —         |       |       |

| I дивизион — 37 матчей II дивизион — 37 матчей III дивизион — 21 матч | Еврокубки — 2 матча Кубок — 12 матчей Дубль — 67 матчей |